# アトスズ
アトスズ（ペルシア語: أتسز Atsïz, ? - 1156年）は、ホラズム・シャー朝の第3代君主（在位：1127年 - 1156年）。ホラズム・シャー朝の事実上の創始者。

## 生涯
セルジューク朝によってホラズム総督に任命され、ホラズムを支配したクトゥブッディーン・ムハンマドの子。1127年に父の跡を継いでホラズムの支配者となり、ホラズム・シャーを称した。父の時代以来、ホラズム・シャーはホラズムの南にあるホラーサーン地方のセルジューク朝政権の支配者で、1119年以来大スルターンとしてセルジューク朝全体に宗主権を行使していた強力な君主サンジャルに直属しており、アトスズもサンジャルの戦役に参加した。しかし、過重な軍役の負担に不満をもち、1135年のガズナ遠征の途中に軍を引いて、サンジャルに対する軍役を拒否した。
1138年、サンジャルはアトスズの反抗に対する懲罰の遠征を行った。サンジャルはホラズム軍を打ち破ってアトスズを敗走させ、翌年初頭まで続いた遠征に拠って全ホラズムを支配下においた。アトスズはサンジャルがホラーサーンに帰還した後にホラズムに戻り、サンジャルの置いた駐留軍を破って再びホラズムの支配者に返り咲いた。
1141年、サンジャルが東方からあらわれたカラ・キタイ（西遼）に大敗し、その勢力に陰りが見え始めると、アトスズはセルジューク朝に対して公然と反旗を翻し、1142年にホラーサーンに侵入してその中心都市メルヴおよびニーシャープールを占領した。しかし、体勢を立て直したサンジャルは1143年、再びアトスズに対する懲罰遠征を行った。1147年には二度目の懲罰遠征が行われ、首都ウルゲンチを包囲されたアトスズは屈服し、サンジャルへの服属を余儀なくされた。
1153年、サンジャルが反乱を起こしたテュルク系遊牧民のオグズ（トゥルクマーン）に捕らえられると、アトスズは再びセルジューク朝から自立し、混乱に乗じて南のホラーサーンおよび東のスィル川下流域に勢力を拡大した。サンジャルが虜囚生活から脱走したのと同じ1156年にアトスズは没し、後を子のイル・アルスランが継ぐ。
アトスズの死から1年後にはサンジャルが没してホラーサーンのセルジューク政権が消滅し、ホラズム・シャー朝にのしかかっていたセルジューク朝の宗主権は最終的に取り払われる。しかし、ホラズム・シャー朝はイル・アルスランの時代には大きな動きを見せることはなく、1162年までにサンジャルのマムルーク出身の将軍ムアイヤド・アイアパがホラーサーンの支配者となった。ホラズム・シャー朝がアイアパを破ってホラーサーンに進出し、サンジャルの旧領を併合してセルジューク朝の後継者に勝ちあがってゆくのは、その次のアラーウッディーン・テキシュの時代を待たねばならない。